# Varšavské pokleknutí

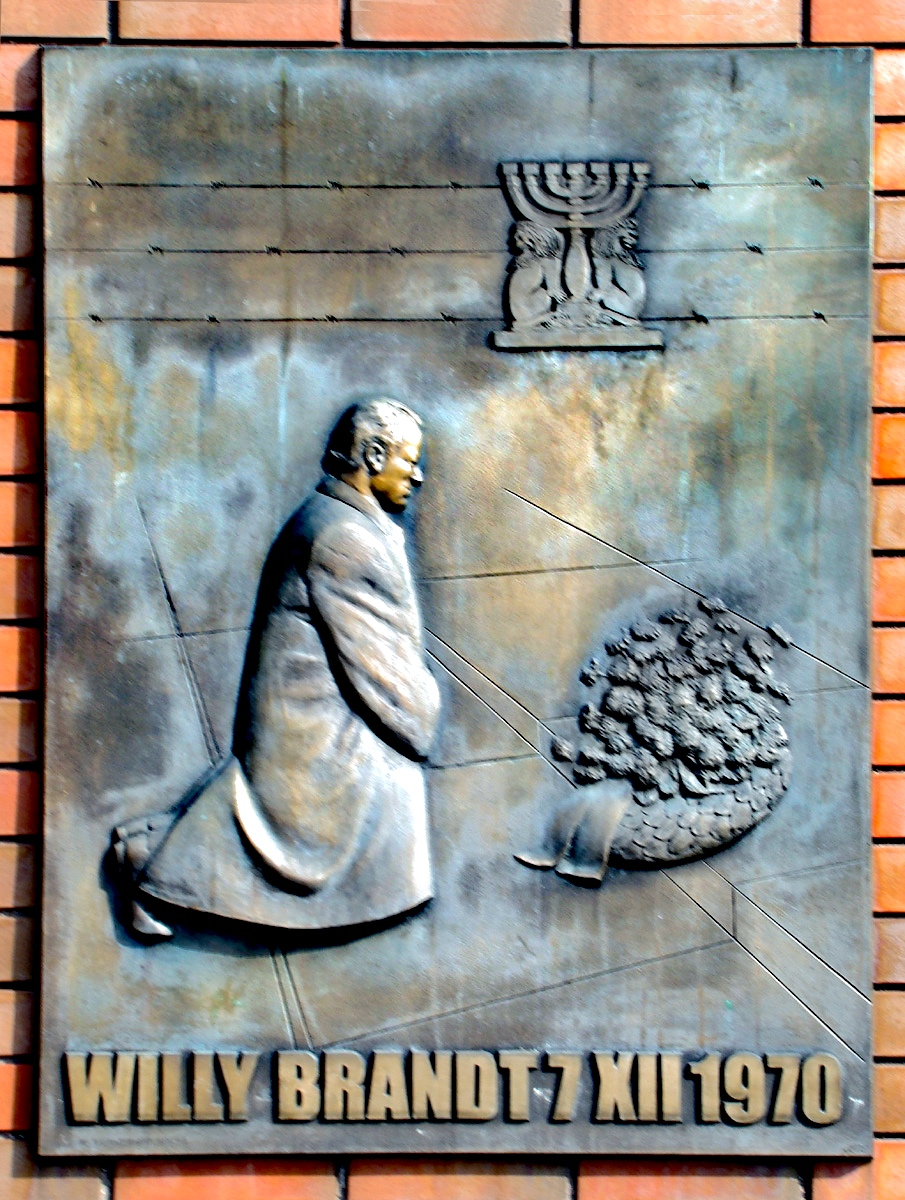
Plastika na památníku varšavského pokleknutí

Varšavské pokleknutí byl symbolický akt německého kancléře Willyho Brandta, který při návštěvě Varšavy 7. prosince 1970 padl na kolena před pomníkem hrdinů tamního ghetta, jež bylo zřízeno během druhé světové války. Tímto gestem kancléř a také někdejší západoberlínský starosta či spolkový ministr zahraničí požádal o odpuštění za válečná utrpení, která jeho národ způsobil polským Židům.
Varšavské ghetto bylo zřízeno v roce 1940 německými okupanty, kteří v něm shromažďovali místní židovské obyvatelstvo. Od roku 1942 byli Židé odváženi vlaky do vyhlazovacích táborů. Obyvatelé ghetta proti systematickému vyvražďování zahájili ozbrojený odpor, nacisté jej však krvavě potlačili. V místech, kde probíhaly nejtvrdší boje, byl po válce zbudován pomník upomínající na odbojáře. Když před ním kancléř Brandt v roce 1970 při státní návštěvě Varšavy poklekl, vzbudilo to velký mezinárodní ohlas. Někteří jeho čin obdivovali, jiní mu vytýkali přehnanost či servilnost vůči východnímu bloku. Dle názoru některých kritiků bylo navíc gesto předem naplánované, byť Brandt tato tvrzení opakovaně vyvracel.
V místech, kde státník v roce 1970 poklekl, stojí od roku 2000 pomník s nízkým reliéfem muže klečícího před věncem se stuhami. Brandtův čin inspiroval hudebního skladatele Gerharda Rosenfelda k napsání opery „Kniefall in Warschau“ podle libreta Philippa Kochheima, jejímž ústředním motivem pokleknutí je. Dále v letech 2012 a 2013 byla ve Varšavě instalována plastika Lui italského umělce Maurizio Cattelana zpodobňující klečícího Adolfa Hitlera, v níž někteří odborníci spatřují odkaz na Brandtův čin. U příležitosti padesátého výročí kancléřova pokleknutí (2020) vydalo Německo pamětní dvoueurovou minci s motivem klečícího státníka.

## Willy Brandt

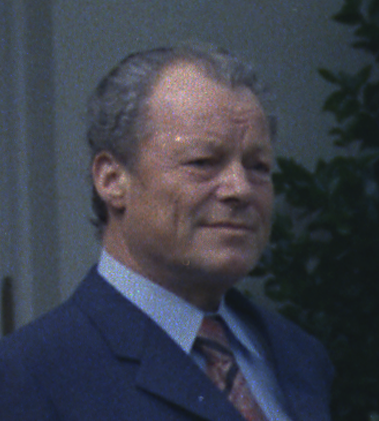
Willy Brandt (1973)

Willy Brandt se narodil 18. prosince 1913 v Lübecku jako Herbert Ernst Karl Frahm. Svého otce nepoznal a matka Martha vydělávala na živobytí jako prodavačka v obchodě. O výchovu syna se proto staral její otec, chlapcův dědeček, jenž sympatizoval se sociální demokracií. Roku 1929, kdy bylo Herbertovi šestnáct let, vstoupil pod vlivem dědečkova působení do německé sociálnědemokratické strany (SPD). V tu dobu studoval na gymnáziu ve svém rodném městě a začal přispívat do stranického časopisu Volksbote. Aby kvůli své politické angažovanosti neměl případně problémy při studiu, podepisoval své články pseudonymem Willy Brandt. Před druhou světovou válkou se vymezoval vůči politice Adolfa Hitlera a roku 1933 musel uprchnout do exilu. Uchýlil se do Osla a v tu dobu začal, kvůli skrytí před nacisty, původní pseudonym Willy Brandt používat jako své jméno. Poté, co Německo napadlo Norsko, musel prchat dále a zakotvil ve Švédsku. Po válce se vrátil zpět do Německa a postupně stoupal ve stranické hierarchii. Roku 1948 se stal asistentem západoberlínského starosty Ernsta Reutera a následující rok poslancem Německého spolkového sněmu. Roku 1957 byl zvolen starostou Západního Berlína. O pět let později (1962) se stal místopředsedou SPD a dva roky nato vystřídal Ericha Ollenhauera v jejím vedení.
Roku 1966 se stal ve vládě Kurta Kiesingera vicepremiérem a ministrem zahraničních věcí. Snažil se o zmírnění poválečného napětí mezi Německem a ostatními státy. V rámci Ostpolitik se zaměřoval především na státy východního bloku, byť západoněmečtí spojenci Izrael a Spojené státy americké se na tyto tendence dívaly skepticky. Roku 1969 vyhrála SPD německé volby a Brandt se 21. října téhož roku stal čtvrtým poválečným německým kancléřem. I nadále v zahraniční politice usiloval o uvolňování vztahů s východoevropskými zeměmi. V roce 1970 se setkal s východoněmeckým premiérem Willi Stophem a poté i se sovětským premiérem Alexejem Kosyginem, s nímž podepsal smlouvu odmítající použití vojenské síly při řešení vzájemných sporů. V závěru toho roku navštívil Brandt Polsko. V dalších letech se i se svojí vládou angažoval ve vztahu k Československu a roku 1973 jím vedená Spolková republika uznala nulitu Mnichovské dohody z roku 1938. Již o dva roky dříve (prosinec 1971) mu byla za jeho snahy o uvolňování mezinárodního napětí udělena Nobelova cena za mír. V roce 1972 opětovně vyhrál volby, stal se znovu kancléřem, a následující rok (1973) dovedl Spolkovou republiku Německo mezi členy Organizace spojených národů (OSN). Dne 7. května 1974 však na kancléřský post rezignoval, když vyšlo najevo, že jeho blízký spolupracovník Günter Guillaume je agentem východoněmecké tajné služby Stasi. Po odchodu z pozice kancléře vedl do roku 1987 stranu SPD jako její předseda. Zároveň se coby sociální demokrat zaměřoval na podporu sociálních požadavků vznášených vládami rozvojových zemí. Za své postoje obdržel roku 1985 Cenu míru Alberta Einsteina. Brandt zemřel na začátku října 1992.

## Varšavské ghetto

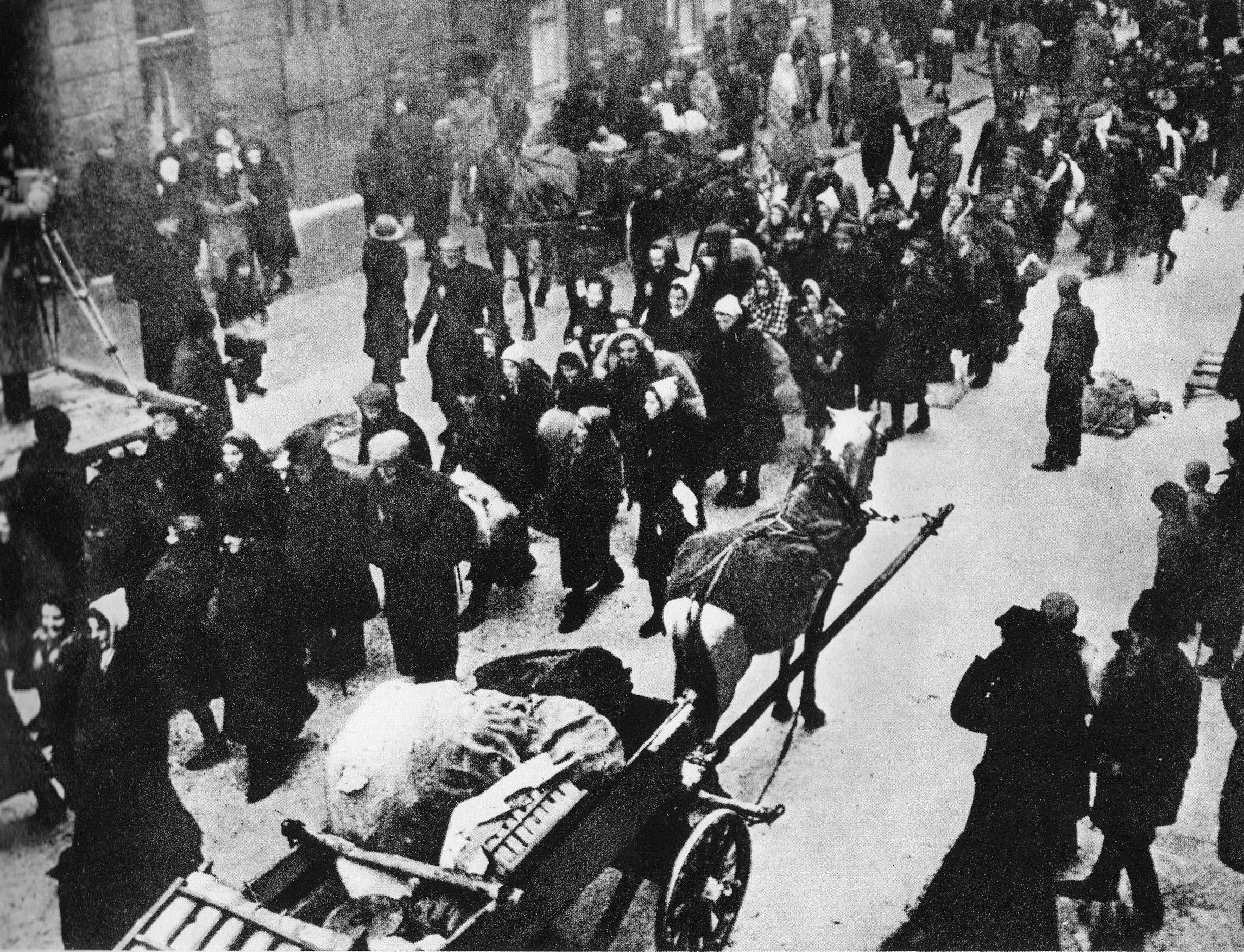
Momentka z varšavského ghetta

Ve Varšavě se na začátku druhé světové války nacházela největší židovská komunita v tehdejší Evropě, která čítala 350 tisíc lidí, představujících 30 procent obyvatel města. Po obsazení města německými okupanty vzniklo z rozhodnutí tamního nacistického guvernéra Ludwiga Fischera ze začátku října 1940 ve městě uzavřené židovské ghetto, které mělo podle oficiálních zdůvodnění zabránit šíření nakažlivých nemocí. Ač zabíralo asi pět procent rozlohy města, koncentrovali sem okupanti skoro 40 % jeho obyvatel. Od 22. července 1942 odváželi Němci v rámci konečného řešení židovské otázky během „Akce Reinhardt“ Židy vlaky z ghetta do vyhlazovacích táborů Treblinka a Majdanek. Obyvatelům ghetta ale tvrdili, že jsou Židé vlaky odváženi za prací na východ. O skutečném cíli odjíždějících transportů se obyvatelé ghetta dozvěděli až ve chvíli, kdy se vlaky navracely prázdné, a navíc domněnky o likvidaci Židů potvrdil i jeden z deportovaných, jemuž se podařilo uprchnout a vrátit se zpět do ghetta.
Židé ve Varšavském ghettu se proto rozhodli jednat. Když do něj v lednu 1943 vstoupily německé jednotky, aby zajistily vypravení dalšího transportního vlaku, nikdo ze Židů neměl o odjezd zájem a naopak okupanty, ač sami slabě vyzbrojeni, napadli. Věděli sice, že nemohou Němce porazit, nicméně věřili, že je lepší padnout v boji, než v plynových komorách. Nacisté území opustili, ale 18. dubna 1943 večer ghetto obklíčili a rozhodli se jej srovnat se zemí. Jeho obránci odolávali přesile téměř měsíc. Němci oficiálně završili potlačení povstání 16. května, kdy velitel operace Jürgen Stroop na základě rozkazu Heinricha Himmlera nechal výbuchem zničit místní Velkou synagogu. Dle odhadů zahynulo během povstání 15 tisíc Židů a dalších asi 56 tisíc okupanti zajali a převezli do vyhlazovacích táborů. Na německé straně přišlo o život asi sto až dvě stě osob. Povstání ve varšavském ghettu bylo největším a symbolicky nejdůležitějším židovským povstáním v průběhu druhé světové války, jež inspirovalo i další povstání, a to jak v ghettech, tak ve vyhlazovacích táborech.

## Památník hrdinů

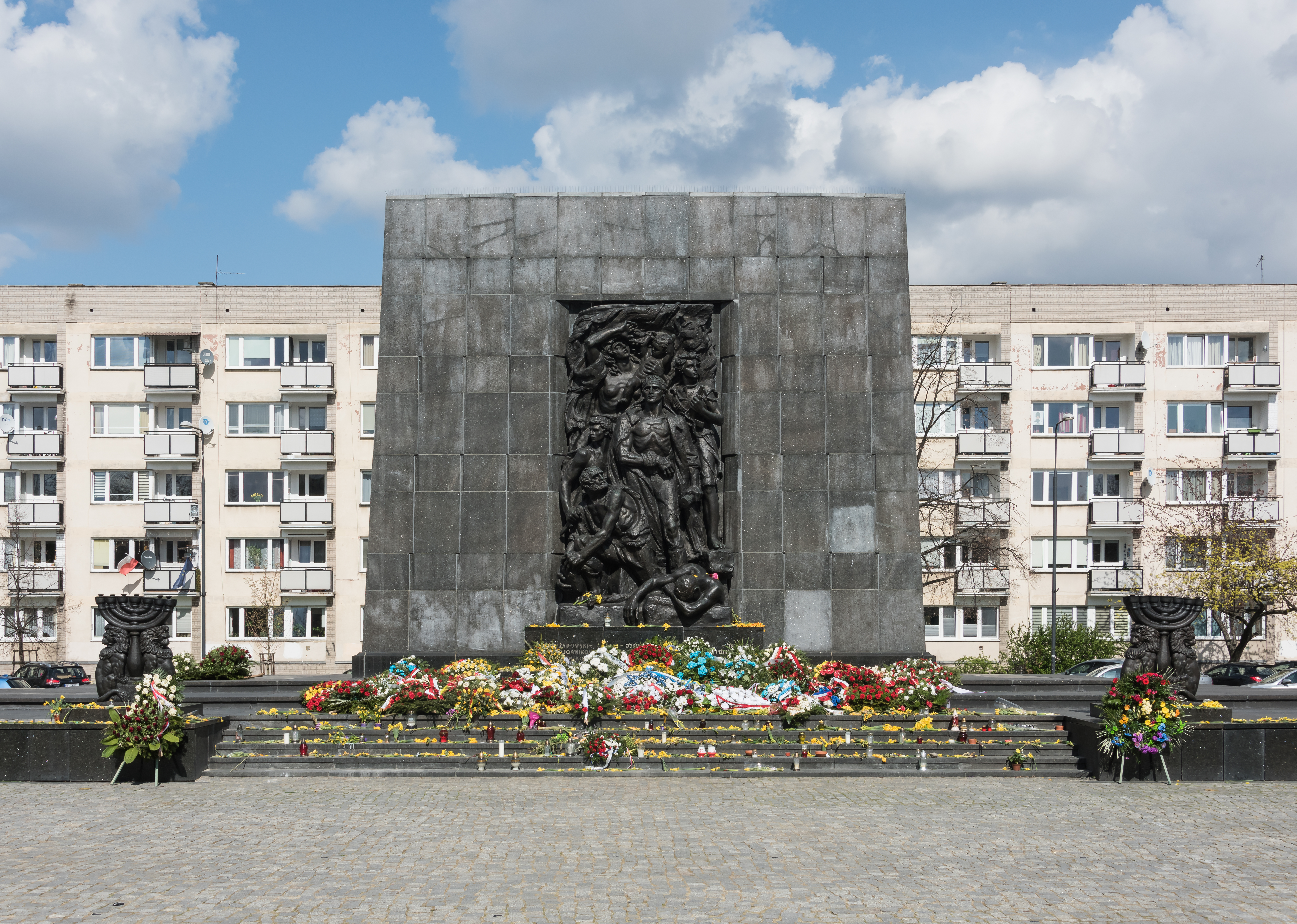
Pomník hrdinů ghetta

Ve varšavské čtvrti Muranów, ležící na západním břehu řeky Visly, vede od roku 1930 ulice Zamenhofa. V těchto místech probíhaly během povstání nejtěžší boje. Při západní straně ulice, v místě někdejšího křížení Zamenhofovy ulice s ulicí Nalevky, se nachází park, označovaný někdy za náměstí Hrdinů ghetta. Zde byl v místech, kde 18. ledna 1943 povstání začalo, po druhé světové válce zbudován památník, nazvaný Pomník hrdinů ghetta (Pomnik Bohatérow Getta). Autory památníku jsou polský umělec židovského původu Natan Rapaport a jeho spolupracovník, polský architekt Leon Suzin. Umělecké dílo připomíná boj nedostatečně vyzbrojených Židů s nacistickými okupanty. Má podobu rozsáhlého basreliéfu, před nímž jsou instalovány sedmiramenné svícny, tzv. menory. Do památníku jeho autoři osadili i kámen, který Němci původně plánovali využít při budování svého vlastního pomníku oslavujícího předpokládané vítězství Třetí říše.
Na náměstí Hrdinů ghetta stojí od roku 2013 objekt Muzea dějin polských Židů, jehož autorem je finský architekt Rainer Mahlamäki. Návštěvníky seznamuje s více než tisíciletou historií židovského obyvatelstva na území polského státu.

## Pokleknutí
Když se Brandt stal roku 1969 německým kancléřem, angažoval se v navazování vztahů mezi Spolkovou republikou Německo a jejími bývalými nepřáteli z druhé světové války. V prosinci roku 1970 navštívil Polsko, kde v jeho hlavním městě Varšavě podepsal s polskými představiteli smlouvu o přátelství, která současně uznávala hranici mezi Německem a Polskem na toku řek Odry a Nisy. Ještě před ratifikací dokumentu, avšak možná až po ní, zavítal k pomníku hrdinů ghetta, u něhož polský národ požádal o omluvu za válečná příkoří. Poté, co urovnal na položeném věnci stuhy, v dojetí před památníkem poklekl. S hlavou skloněnou chvíli klečel a tiše rozjímal. Přítomní, stojící v tu chvíli v kancléřově blízkosti, nabyli dojmu, že státníka postihla zdravotní indispozice nebo že byl postřelen.
Učiněné gesto kancléř dopředu promyšlené neměl a vzešlo z momentálního rozpoložení. Aktem tak kancléř uctil miliony zavražděných. Prvně se tak německý představitel oficiálně omluvil za nacistické zločiny jeho země. Ve svých pamětech Brandt o pokleknutí (v českém překladu) uvedl: „V propasti německé historie a pod tíhou milionů zavražděných lidí jsem udělal to, co lidé dělají, když jazyk selže.“ Někteří historikové o tom však pochybují a domnívají se, že se jednalo o předem připravený čin. Těmto názorům ale oponuje tehdejší ministr zahraničí a pozdější spolkový prezident Walter Scheel, když v roce 2010 pro internetový portál Welt online vzpomínal, jak 7. prosince 1970 s Brandtem ve společném rozhovoru trávil cestu automobilem a domníval se, že se pak kancléř před pomníkem nechal ve svých myšlenkách unést situací. Ve zpětných rozborech Brandtova gesta se objevuje i úvaha, že kancléř byl v období kolem druhé světové války odbojářem, když se stavěl proti nacistické ideologii, a proto lze jeho pokleknutí před pomníkem odbojářů vnímat jako výraz úcty souputníkům z odboje.
Z aktu vznikl fotografický snímek, který se tehdy objevil ve zpravodajství po celém světě, a to i v Polsku a dalších zemích východního bloku. Stejnou odezvu měl i kancléřův výrok pronesený při návštěvě Polska, kdy uvedl, že „žádný národ nemůže uniknout své historii“. Dle německého týdeníku Focus se reakcí na Brandtův akt zalekli představitelé Polské televize do té míry, že sice odvysílali zmínku o kancléřově návštěvě Polska, avšak jeho pokleknutí před pomníkem divákům zamlčeli. Když pak fotografie v časopisech vyšla, měla spodní stranu oříznutou, takže čtenář nabyl dojmu, že Brandt před pomníkem stojí. Západoněmecký deník Der Spiegel otiskl snímek klečícího kancléře na titulní stránce svého vydání ze 14. prosince 1970. Československý deník Rudé právo se podpisu německo-polské smlouvy obsáhle věnoval ve vydáních ze 7. a rovněž 8. prosince. Zmiňoval jej přímo na titulních stranách a téma dále rozváděl i uvnitř těchto čísel. O vlastním pokleknutí před pomníkem se ale nezmínil. Uvedl pouze krátkou noticku o Brandtově položení věnce k pomníku postaveném na místě bývalého ghetta. Současně s tím dále zmínil kladení věnce a kancléřovo poklonění u varšavského hrobu neznámého vojína. Ve vydání z následujícího dne (9. prosince) pak ještě deník čtenáře seznámil s reakcemi světových osobností a periodik na podpis mezistátního dokumentu. Mimo střední Evropu byly reakce na Brandtovo gesto většinou pozitivní, přičemž oceňovaly postoj kancléře k druhoválečné události, a to přesto, že sám Brandt patřil k odpůrcům nacistické ideologie.

## Reakce
Při odletu z Varšavy vyprávěl Brandtovi cestou na letiště jeho polský protějšek, premiér Józef Cyrankiewicz, o rozhovoru se svou manželkou, která se mu přiznala, jak na ni kancléřovo gesto u pomníku zapůsobilo do té míry, že když večer telefonicky hovořila se svojí přítelkyní, obě se při vzpomínce dojetím rozplakaly. Při čtyřicátém výročí Brandtova činu (2010) vzpomínal tehdejší polský prezident Bronisław Komorowski, že díky kancléřově pokleknutí Poláci poznali, že Němci nejsou jen revanšisté či revizionisté, jež se v nich do té míry snažila vyvolat polská media, která po vzoru sovětské propagandy prezentovala slovanské národy, tedy Rusy a Poláky, jako oběti druhé světové války, kteří jsou i nadále ohrožováni Spolkovou republikou Německo (NSR) a jejím podporovatelem Spojenými státy americkými. Podobně na událost v roce 2010 vzpomínal filozof Krzysztof Wojciechowský, jemuž tehdy v roce 1970 bylo dvanáct let, kdy na základě kancléřova gesta nabyl přesvědčení, že z německého národa nemuseli mít Poláci takový strach, jaký do té doby pociťovali.
Časopis Time vyhlásil Brandta za varšavské gesto Osobností roku 1970. Na kancléřův čin při své návštěvě Polska v prosinci 2010 u příležitosti čtyřicátého výročí události zavzpomínal i tehdejší německý prezident Christian Wulff a přiznal, jak hluboce na něj zapůsobil. Ne všichni Němci ale takto Brandtovo gesto v roce 1970 vnímali. Deník Der Spiegel tehdy uspořádal anketu, v níž 48 procent respondentů označilo kancléřův čin za přehnaný, dalších 41 % s gestem souhlasilo a zbylých 11 procent nemělo na věc názor. V několika městech vyrazily do ulic průvody Brandtových odpůrců, kteří na transparentech nesli například text „Pověste zrádce“ doplněný kresbou oběšenecké oprátky. Příznivci německé pravice kancléře osočili, že v Polsku poklekl před Varšavským paktem, vojenským uskupením zemí východního bloku. I na německé politické scéně měl čin odezvu. V německém parlamentu patřila většina hlasů opozičnímu bloku CDU/CSU a mohl by tedy blokovat ratifikaci smlouvy z Varšavy. Současně si ale představitelé bloku uvědomovali, že zamítnutí této dohody a odmítnutí Brandtovy Ostpolitik by znamenalo vystoupení proti mezinárodním spojencům i proti části západoněmecké veřejnosti. Proto tedy, aby se nezprotivili ani vlastním politickým hodnotám, iniciovali v Bundestagu hlasování o nedůvěře vládě. Vláda ale svou pozici uhájila a 27. dubna 1972 parlament smlouvu z Varšavy ratifikoval, když se opozice během hlasování zdržela. Na podzim téhož roku se kancléř sám, prvně v dějinách Německa, rozhodl požádat sněmovnu o vyslovení důvěry. V hlasování neuspěl a v Německu se konaly předčasné parlamentní volby, které Brandt vnímal jako referendum o jím prosazované Ostpolitik. Rostoucí kancléřova obliba a společenská prestiž, mezinárodní podpora jeho zahraniční politiky, příznivá hospodářská situace v zemi i Brandtovo ocenění Nobelovou cenou za mír (1971), zajistily sociální demokracii vítězství ve volbách do Spolkového sněmu, kde se ziskem 46,4 procent mandátů stala nejsilnější stranou Bundestagu.
Když během srpna 2015 v té době někdejší japonský ministerský předseda Jukio Hatojama navštívil Jižní Koreu a v jejím hlavním městě věznici Sodemun, podobně jako Brandt ve Varšavě i Hatojama před pamětním kamenem soulské věznice poklekl na omluvu za válečné zločiny, jichž se na korejském obyvatelstvu Japonci dopustili během bojů druhé světové války.

## Připomínky

### Pomník

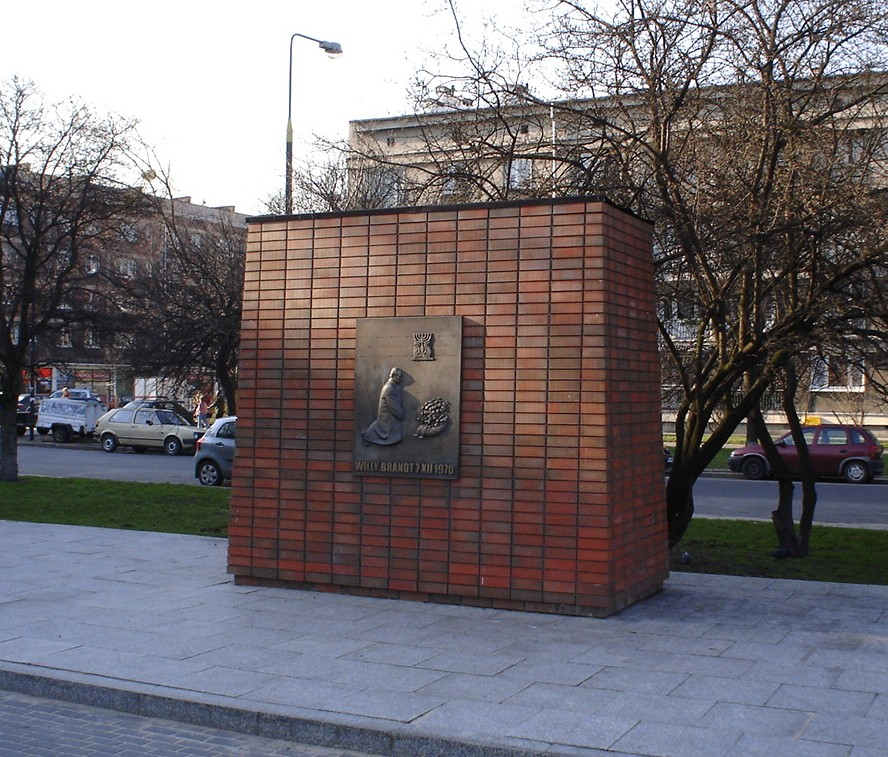
Pomník varšavského pokleknutí

U příležitosti třicátého výročí kancléřova činu byl zbudován pomník upomínající na státníkův akt, který v předvečer výročí, dne 6. prosince 2000, společně odhalili tehdejší německý kancléř Gerhard Schröder a polský premiér Jerzy Buzek. Slavnosti se vedle jiných zúčastnili i německý spisovatel a nositel Nobelovy ceny za literaturu z roku 1999 Günter Grass a vdova po Brandtovi Brigitte Seebacherová-Brandtová.
Pomník se nachází na průsečíku varšavských ulic Karmelitské a Józefa Lewartowskiego. Tato plocha nese pojmenování „náměstí Willyho Brandta“. Stavba, jíž architektonicky zpracoval Piotr Drachal, obsahuje bronzovou plaketu zobrazující klečícího kancléře, kterou vytvořila Wiktoria Czechowská-Antoniewská.

### Opera
Německý hudební skladatel Gerhard Rosenfeld složil operu „Kniefall in Warschau“ (v překladu Pokleknutí ve Varšavě), ke které napsal libreto Philipp Kochheim. Děj hudebního díla v devíti obrazech mapuje výrazné momenty života Willyho Brandta od jeho útěku do exilu až po závěr života. Ústřední scéna opery zachycuje kancléřovo pokleknutí před varšavským pomníkem v roce 1970. Hudební dílo mělo premiéru 22. listopadu 1997 v operním domě v Dortmundu.

### PlastikaLui
Kontroverzní italský umělec Maurizio Cattelana vytvořil a v letech 2012 a 2013 u vstupu do varšavského ghetta instaloval plastiku nazvanou v italštině Lui (v českém překladu On) zpodobňující klečícího Adolfa Hitlera oděného do šedého obleku se sepjatýma rukama při modlení. Dílo, jež má na výšku přibližně jeden metr, je součástí autorova retrospektivního cyklu pojmenovaného Amen. Novinář Axel Hecht, jenž se ve svých článcích zaměřuje na umění, v Cattelanově výtvoru spatřuje odkaz na Brandtovo pokleknutí ve Varšavě. V podobném duchu se o svém díle vyjadřoval i jeho autor Cattelani.

### Mince
U příležitosti padesátého výročí události (2020) oznámilo německé Spolkové ministerstvo financí, že 8. října toho roku vydalo pamětní minci v nominální hodnotě 2 eura zobrazující na lícové straně kancléře klečícího před Pomníkem hrdinů ghetta. Autorem scény je německý umělec Bodo Broschat. Platidlo plánuje Německá spolková banka nechat vyrazit v objemu 30 milionů kusů.